# Заря (Костанайская область)
Заря (каз. Заря) — село в Карасуском районе Костанайской области Казахстана. Входит в состав Ушаковского сельского округа. Код КАТО — 395281300.

## Население
В 1999 году население села составляло 434 человека (220 мужчин и 214 женщин). По данным переписи 2009 года, в селе проживал 251 человек (131 мужчина и 120 женщин).